# Mam
Mam – indiańska grupa etniczna, zamieszkująca zachodnie wyżyny Gwatemali i południowo-zachodnie obszary Meksyku. Począwszy od ery prekolumbijskiej, zaliczana w skład cywilizacji Majów. Za stolicę Mam uważa się Zaculeu.
Większość plemienia Mam zamieszkuje gwatemalskie departamenty Huehuetenango, San Marcos i Quetzaltenango oraz region Chiapas w Meksyku. Różne statystyki podają ich udział w narodowościach Gwatemali od 5,7 do 7,9%. Posługują się językiem mam, jednak większość jest dwujęzyczna (hiszpański).
Zgodnie z lokalnymi wierzeniami, ludności Mam zawdzięcza się istotny wkład w rozwój cywilizacji środkowoamerykańskich. Przedstawiciele plemienia jako pierwsi zaczęli uprawiać kukurydzę, kauczuk, kakao oraz liczne inne byliny, np. jukkę. Wprowadzili też jako pierwsi technikę przechowywania mięsa oraz rozwijali medycynę ludową i ziołolecznictwo. 